# Tiglatpilesar III.
Tiglatpilesar III. (z hebrejského překladu akkadského: Tukultī-apil-Ešarra, „má víra je v synu Ešary“), byl důležitým králem Asýrie v 8. století př. n. l. (vládl v letech 745–727 př. n. l.) a je obecně uznáván za zakladatele novoasyrského impéria. Je považován za jednoho z nejúspěšnějších vojevůdců světové historie, když dobyl většinu Asyřanům tehdy známého světa.

## Etymologie
Jméno Tiglatpilesar bylo jménem trůnním – bylo králi dáno při jeho nástupu na trůn, ne při jeho narození. V překladu jméno znamená „Má víra je v synu Ešařině“. Jméno je v historických záznamech uváděno v několika různých variantách. V Bibli je označován jako Tiglat-pileser (2. Kniha Kronik 28:20) a také jako Púl (1. Kniha Kronik a 2. kniha královská 15:19,20). Druhé jméno je podobné jménu Pulu, které mu bylo připisováno v pozdějších letech jako babylonskému králi. Protože však žádný zdroj uvádějící jméno Pul nepochází z Tiglatpilesarova období, není jisté zda toto jméno bylo užíváno již za jeho života.

## Původ
Původně guvernér města Kalchu, Pulu byl generálem který uzmul asyrský trůn od dvou legitimních následníků. V nápisech uvádí, že je synem Adadnirára III., ale i kdyby to byla pravda, není to možné prokázat. Obsadil trůn během občanské války, 13. ijaru 745 př. n. l. (asyrský dopis uvádí, že „třináctého dne měsíce Airu Tiglapilesar usedl na své místo na trůnu“). Důsledkem Puluovy uzurpace moci cestou krvavého puče bylo vyvraždění královské rodiny a ustanovení imperiální budoucnosti pro asyrské království.

## U moci
Asyrská dominance na Blízkém východě byla Tiglatpilesarovou vojenskou reformou (viz „Reforma“ níže) a jeho dobyvatelskými taženími výrazně utužena. Po nástupu na trůn obsadil již během prvního roku své vlády Babylonii, „od Dur-Kurigalzu, Šamašova Sipparu,....města Babylonská po řeku Uqnu – po břehy Dolního moře“ (název pro dnešní Perský záliv), a ustanovil tam guvernérem svého eunucha.
Dále v průběhu prvních let u moci porazil království Urartu (oblast v dnešní Arménii), pod jehož nadvládu (zvláště za vlády Sarduri II.) se dostaly oblasti severní Mezopotámie a Sýrie. Dále úspěšně bojoval s Médy a pokračoval ve výbojích proti Sýrii, Fénicii a novochetitské říši. Roku 740 př. n. l. dobyl po třech letech obléhání město Arpad. I zde ustanovil jednoho ze svých eunuchů správcem provincie a donutil další syrské město Hamá k placení poplatků. Jak uvádějí soudobé asyrské nápisy, v pátém roce vlády (r. 740 př. n. l.) porazil Azarijáše (Uzijáš), krále Judska (Bible, 2.kniha kronik 26). Roku 733 př. n. l. jeho armády dobyly pobřeží Středozemního moře obývané Pelištejci, zničily Damašek (732 př. n. l.) a okupovaly většinu Izraele, přičemž ze severních regionů se staly asyrské provincie. Podle královských dokumentů Tiglatpilesara III. byla velká část obyvatel dobytých území „přemístěna“ do jiných částí asyrského impéria, což bylo běžně praktikováno i jeho předchůdci.

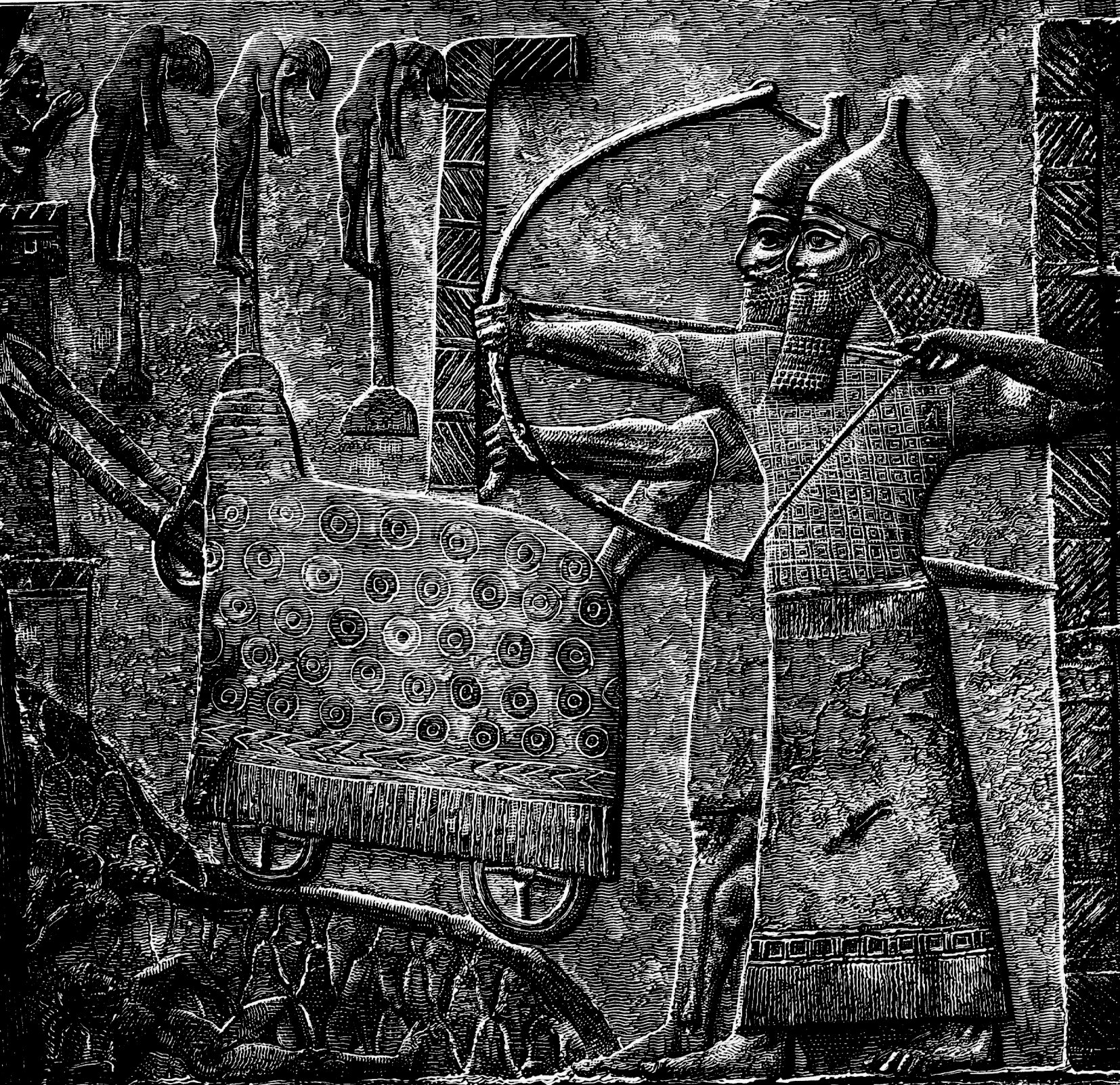
Tiglatpilesar III. obléhá město (nález z Ninive)

V říjnu 729 př. n. l. dosáhl Tiglatpilesar úplné kontroly nad Babylónem, když zajal babylonského krále Nabu-mukin-zeriho (ABC 1 Kol.1:21) a nechal se korunovat jako „Král Pulu Babylonský“.

## Záznamy v Bibli
Biblické záznamy (v souladu s asyrskými údaji) popisují jak Tiglatpilesar III. vynutil platbu tributu ve výši 1000 talentů stříbra od izraelského krále Menahema (2.Král. 15:19) a porazil jeho následníka Pekaha (15:29). Pekah uzavřel spojenectví s aramejským králem Rezinem proti judskému králi Achazovi (v Asýrii znám jako Jahu-chazi). Achaz se proto obrátil se žádostí o pomoc (podloženou chrámovým zlatem a stříbrem) na asyrského monarchu. Tiglatpilesarova odpověď byla rázná: dobyl Damašek, popravil Rezina a deportoval Aramejce do Kiru (Kerak). Také obsadil severní polovinu Izraele a deportoval Rubenity, Gadity a Manašské do Halahu, Haboru, Hary a do povodí řeky Gozan (1. kniha kronik 5:26). Přes spojenectví prokazatelně způsoboval problémy i Ahazovi (2. kniha kronik 28:20).

## Reformy
Po nástupu na trůn Tiglatpilesar začal různé reformy v mnoha oblastech správy asyrského státu, které přežily i asyrskou nadvládu nad Blízkým Východem.
Jednou z prvních provedených reforem bylo omezení moci vysokých asyrských úředníků, která narostla během vlád jeho předchůdců. Úředníci jako Šamši-ilu (který byl prominentem od vlády Aššur-niráriho, a vlastnil titul turtanu – vládnoucí místodržící) často vedli své vlastní kampaně a vztyčovali své pamětní stély, v podstatě bez králova vědomí. Podle nejstarších soudobých dokladů (ze samého počátku jeho vlády) Tiglatpilesar umísťoval eunuchy jako guvernéry (nově dobytých) provincií; tímto odstranil hrozbu vzniku dynastií vládnoucích jemu vzdáleným oblastem. Podařilo se mu též omezit sílu úředníků zmenšením velikosti provincií, čímž snížil zdroje potřebné k případnému vyvolání revolty. Důsledkem bylo větší množství provincií, více guvernérů (z nichž většina byla eunuchy) a méně moci za každým místodržícím.
Další reforma zasáhla armádu. Asyrská armáda byla složena z vojáků převážně asyrského původu a za normálních okolností podnikala svá tažení v průběhu léta. Tiglatpilesar do ní začlenil velké množství národností z dobytých oblastí. Byli využiti převážně v pěchotě, zatímco rodilí Asyřané působili hlavně v jezdectvu a v obsluhovali „obrněné“ vozy – charioty. Díky těmto reformám měla asyrská říše mnohem větší armádu, schopnou operovat v průběhu celého roku.

## Odkaz
Kampaně a reformy Tiglatpilesara III. vedly k upevnění Novoasyrského království jako opravdové říše. Nechal postavit královský palác v Nimrudu (tzv. „centrální palác“), který byl později zničen Asarhaddonem. Zde nechal vytesat do dekorativních zdí popisy svých válečných a politických úspěchů.
Po jeho smrti se stal jeho nástupcem jeho syn Ululaju, který přijal jméno Salmanassar V. Ten dál pokračoval v tažení v Levantu a dobyl Samaří.